# Tom Jenkins (Manager)
Thomas Jenkins OC (* 1959 in Hamilton, Ontario) ist ein kanadischer Manager und Geschäftsführer der Open Text Corporation.

## Leben
Tom Jenkins studierte an der York University (MBA in technology management), der University of Toronto (M.Sc. in electrical engineering) und der McMaster University (B. Eng. Mgt. in technology and commerce). Jenkins ist seit Dezember 1994 in der Unternehmensführung der Open Text Corp. beschäftigt; von 1997 bis Juni 2005 war er CEO, danach Executive Chairman. Seit August 2005 übernimmt er zusätzlich den Posten des Chief Strategy Officer.